# Abdoulaye Baldé (homme politique)
Pour les articles homonymes, voir Abdoulaye Baldé et Baldé.
Abdoulaye Baldé, né le 16 janvier 1964 à Darsalam (Casamance), est un homme politique sénégalais.

## Biographie

### Études, débuts et carrière
Étudiant à l'université Cheikh-Anta-Diop de Dakar, il sort avec le grade de commissaire à l'École nationale de police à Dakar en 1991 (Il est alors le plus jeune commissaire de police du Sénégal). Il est nommé à la division des investigations criminelles de la Police nationale (destinée à la lutte contre la grande criminalité), puis il devient chef de la Brigade nationale des affaires économiques et financières.
Après quelques mois à la division des investigations criminelles (Dic), il est affecté dans les services de renseignements de la Présidence de la République sous le magistère du président Abdou Diouf. Il devient chargé de mission à la Présidence, au bureau d’analyse et d’orientation entre 1992 et 2000 (services de renseignement). En parallèle, il est docteur en droit public à l’université de Perpignan. Il réussit le concours et devient diplômé de l'École nationale d’administration de Paris, ENA (promotion Érasme) en 2000. De retour au Sénégal, il réussit le très concours de l’Inspection générale d'État (Ige). Informé de cet honneur pour la Police nationale que constituait le fait pour un de ses éléments d’intégrer l’IGE, « Le Témoin Hebdo » des années 90 (actuel quotidien) avait sorti de l’anonymat le crack Baldé pour le propulser au-devant de la scène d’excellence. Fasciné par le cursus et la compétence de Baldé, le président Me Abdoulaye Wade nouvellement élu l’avait réquisitionné à ses cotés après l’avoir convaincu de se débarrasser de sa casquette d’Ige. Le jeu politique en valait la chandelle. Car, de 2001 à 2012, l’ex-maire de Ziguinchor a eu à occuper plusieurs postes-clés et hautes fonctions.

### À la présidence
Il est nommé par le président Abdoulaye Wade en 2001 secrétaire général de la Présidence, qu'il restera jusqu'en 2009.
Proche collaborateur de Karim Wade, Baldé a été directeur exécutif de l'Agence nationale de l'Organisation de la conférence islamique entre 2004 et 2008 . 
Membre du Parti démocratique sénégalais du président Abdoulaye Wade, il est élu député en 2007. Il est, au sein du Gouvernement Ndiaye, ministre d’État, ministre des Forces Armées entre 2009 et 2010, puis ministre d’État, ministre des Mines, de l’Industrie, de l’Agro-industrie et des PME de septembre 2010 à mars 2012.
Contre le sortant Robert Sagna, il est élu maire de Ziguinchor en mars 2009, réélu en 2014, à la suite de l’exploit ayant consisté à déraciner le baobab Robert Sagna. Ce que tous les analystes avaient qualifié de performance historique pour un policier de formation voire un technocrate né. Sur ce plan, tout le monde s’accorde à reconnaître qu’Abdoulaye Baldé est un politicien atypique. Il présidera l’association des maires du Sénégal (AMS) de 2009 à 2014.
Il a été nommé ministre du Plan le 1er septembre 2013 sous le gouvernement Touré.
Réélu député en 2012, malgré l'alternance, Abdoulaye Baldé devient secrétaire général du parti, l’Union centriste du Sénégal qu'il a fondé en juillet 2012. Il est renouvelé lors des législatives de 2017, sous les couleurs de Kaddu Askan Wi, coalition construite autour de l’UCS, et tente de se présenter à l'élection présidentielle de 2019.
Élu député lors du scrutin du 31 juillet 2022 sur la liste Benno Bokk Yaakaar au pouvoir, Abdoulaye Baldé a été désigné président de la Commission défense et sécurité de l'Assemblée nationale. Il démissionnera de ce poste de député en octobre 2023.
En septembre 2022, il est nommé par Macky Sall Directeur Général de l’Agence pour la promotion des investissements et des grands travaux (Apix), en remplacement de Mountaga Sy nommé à la tête du Port autonome de Dakar.
Il a travaillé sur le projet de création de l'APIX dont il prend la charge après sa création. Justement, en sa qualité de secrétaire général de la Présidence, puis de directeur exécutif de l’Anoci, Abdoulaye Baldé a fait partie des techniciens, administrateurs et législateurs qui ont créé l’Apix sur instruction et d’après la vision du président Abdoulaye Wade. Quelque trois ans plus tard, l’Agence a été porté sur les fonts baptismaux avec le déploiement des premiers bulldozers sur le terrain. A l’époque, Abdoulaye Baldé était parmi les influents parrains de la candidature de Mme Aminata Niane pour la conduite des grands travaux tels que l’autoroute à péage Dakar-Diamniadio, la construction de l’aéroport de Diass, etc.
En nommant Abdoulaye Baldé à la tête de cette agence de grands travaux de l’État et de lourds investissements, le président Macky Sall n’a fait que le ramener dans son domaine, lui l’énarque et grand commis de l’État. Brillant technocrate, plusieurs fois ministre, politicien « calfeutré » à Ziguinchor, il manquait une seule corde à l’arc d’Abdoulaye Baldé. Celle de « directeur général » d’une société nationale.
À noter également qu'il est l’un des hommes les plus diplômés du Sénégal.

## Fonctions d’État
- Directeur général de l’Agence pour la Promotion de l’Investissement et des Grands Travaux (APIX s.a.)
- Ministre d’État, Ministre des Mines, de l’Industrie, de l’Agro-industrie et des PME, septembre 2010/mars 2012
- Ministre d’État, Ministre des Forces Armées, octobre 2009/septembre 2010
- Secrétaire général de la présidence de la République du Sénégal, 2001/2009
- Directeur exécutif de l’Agence nationale de l’Organisation de la Conférence Islamique (ANOCI), 2004/2009
- Chargé de mission à la présidence de la République (bureau d’analyse et d’orientation), 1992/2000
- Commissaire de police et chef de la Brigade nationale des Affaires économiques et financières à la Division des Investigations Criminelles (DIC), Juillet 1991 à avril 1992

## Fonctions nationales
- Président de l’UNION CENTRISTE DU SÉNÉGAL, depuis juillet 2012
- Élu député à l’Assemblée nationale du Sénégal en 2007 et réélu en 2012 et 2017
- Président de la commission Énergie et Ressources minérales de l’assemblée nationale du Sénégal depuis octobre 2019
- Élu maire de Ziguinchor en 2009 et réélu en 2014
- Président de l’Association des maires du Sénégal (2009 – 2014)
- Président d’honneur de l’Association des maires du Sénégal de 2014
- Ancien secrétaire général de la section communale du Parti démocratique sénégalais de Ziguinchor

## Fonctions internationales
- Membre du bureau de l’association internationale des Maires francophones (AIMF), président de la commission décentralisation et démocratie locale depuis décembre 2014
- Vice-Président du réseau des villes secondaires de l’espace UEMOA
- Secrétaire général de l’Association du réseau des villes africaines pour la culture et le patrimoine
- Membre du comité exécutif de Cités et Gouvernements locaux unis d’Afrique (C.G.L.U.A) et membre du bureau exécutif de Gouvernements et Élus locaux du monde (C.G.L.U) 2009-2014
- Ancien membre du Comité directeur du Parti démocratique sénégalais

## Autres fonctions
- Président du Conseil d’administration de la société d’aménagement de petite côte (SAPCO) (2001-2005)
- Président du Conseil d’administration de l’Agence de développement municipal (2010-2014)
- Membre du Conseil d’administration de l’Agetip (2010-2014)
- Chargé de cours à l’École nationale de police du Sénégal, 1996/1998
- Chargé de cours à la faculté de Droit de l’Université de Dakar, 1996/1998

## Décorations
- 2010 : Commandeur de l’Ordre international de la Protection civile
- 2002 :  Chevalier de la Légion d'honneur française
- 1997 : Médaille d’argent du Mérite et du Dévouement français
- Grande médaille d’argent du Mérite Philanthropique Français

## Activités et initiatives diverses
- Président de la Fédération sénégalaise de voile et du Club Esprit du Sport •
- Membre fondateur du Cercle de Recherche-Action Concertée (C.R.A.C., 1997)